# Bombvagn

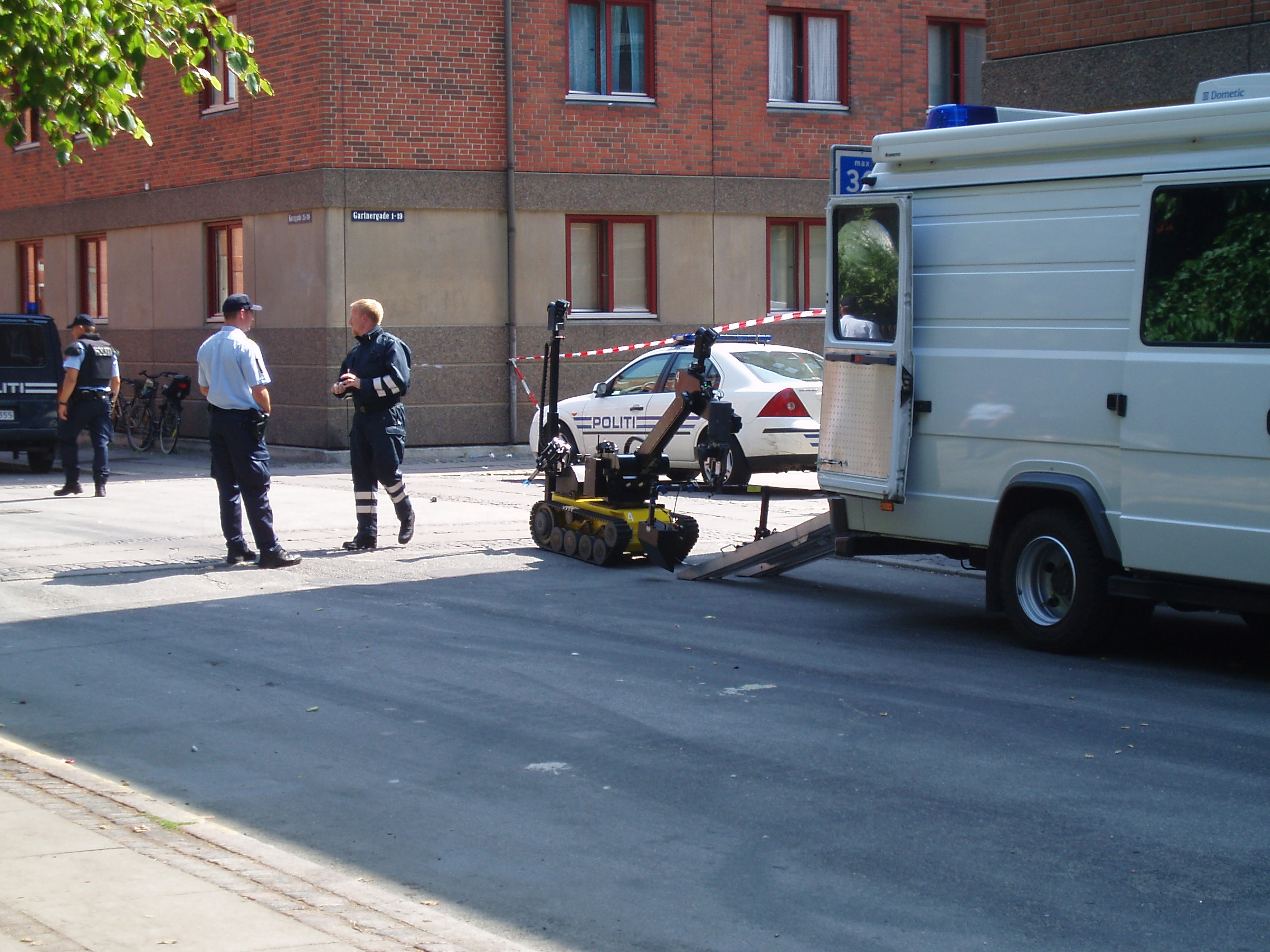
Danska polisens bombrobot "Rullemarie" med bombvagn till höger.

En bombvagn är ett fordon (släpkärra) som använda vid omhändertagande av explosiva laddningar, till exempel misstänkta sprängladdningar. Bombvagnen, som kan finnas i olika utföranden, ser till det yttre oftast ut som en vanlig kärra med skåp. Inuti kärran finns en cylinder med en hylla där det misstänkta objektet placeras. Objektet kan sedan detoneras utan att vålla skada eller transporteras bort för att sprängas på annan plats. Vagnen är gastät.